# José María Mendiluce Pereiro
José María Mendiluce Pereiro (Madrid, 14 d'abril de 1951 - Barcelona, 28 de novembre de 2015) fou un escriptor, polític i articulista espanyol.

## Biografia
De jove milità en la Lliga Comunista Revolucionària, fou actiu en el moviment estudiantil antifranquista i va ser detingut sovint. El 1980 acceptà de treballar per a l'Alt Comissionat de les Nacions Unides per als Refugiats (ACNUR) i marxà a Angola com a responsable del programa d'ajuda als refugiats de Namíbia. El 1983 va ser traslladat com cap de missió a Nicaragua, i va romandre a Centreamèrica fins al 1991 com a responsable de diferents operacions humanitàries a Costa Rica, El Salvador, Guatemala i altres països de la regió.
El 1991, va ser enviat especial als Balcans, on va dirigir la major operació humanitària de la història de l'ONU. El seu coratge en la denúncia dels crims i la defensa dels drets de la població civil bosniana li van donar renom internacional. Després de treballar als Balcans, va ser escollit eurodiputat en 1994 en la candidatura del PSOE i repetí en les de 1999. Fou vicepresident de la Comissió d'Afers exteriors, Seguretat i Defensa del Parlament Europeu. El 1996 va rebre la Creu de Sant Jordi.
Al desembre de 1999 va ser nomenat president de Greenpeace Internacional, però la seva condició d'eurodiputat, encara que independent, va dissuadir la junta directiva de l'organització, que al febrer de 2000 va anul·lar el seu nomenament, tret que renunciés a la seva acta, cosa que Mendiluce no va fer. En 2001 va ingressar en la federació Els Verds - Les Esquerres dels Pobles, formació ecologista impulsada per la Confederació Los Verdes i Iniciativa per Catalunya Verds, de la qual va ser nomenat portaveu. En 2002 va anunciar que seria el candidat de Los Verdes a l'alcaldia de Madrid per a les eleccions municipals espanyoles de 2003, encara que no va abandonar el Grup Parlamentari Socialista al Parlament Europeu. Durant la campanya, reconegué obertament la seva homosexualitat en la revista Zero. No obstant això, els seus resultats van ser discrets i no va passar de ser la quarta força a la capital amb 26.448 vots (1,55%), sense obtenir representació. Després dels mals resultats, va seguir exercint com a portaveu dels Verds, demanant el vot en 2004 per al PSOE, amb el qual Els Verds havien aconseguit un acord.
Col·laborava habitualment als diaris El País i El Periódico de Catalunya.
Va morir a Barcelona el 28 de novembre de 2015 a causa d'una malaltia degenerativa òssia.

## Obres
- Con rabia y esperanza (1997)
- Tiempo de rebeldes (1998)
- El amor armado (1999)
- Luanda, 1936 (2001)
- Pura vida (2003)
- La sonrisa de Ariadna (2005)